# Illinois State Police
L'Illinois State Police (ISP) est la police d'État de l'Illinois, aux États-Unis. Officiellement créée en 1922, la police d'État de l'Illinois compte 3 000 agents répartis sur 21 districts. Les principales installations de l'Académie de police de l'Illinois, qui ont été construites en 1968, sont situées à Springfield.

## Juridiction
À droite, les districts, ou secteurs sous la juridiction du ISP.

District 1
District 2
District Chicago
District 5
District 6
District 7
District 8
District 9
District 10
District 11
District 12
District 13
District 14
District 16
District 17
District 18
District 19
District 20
District 21
District 22

## Circulation
L'Illinois State Police utilise actuellement diverses méthodes pour l'application des limites de vitesse, des contrôles, et tout ce qui concerne la sécurité routière sur les autoroutes de l'Illinois. Il utilise les radars mobiles LIDAR . La police de l'État utilise des unités de police normales (Ford Crown Victoria, Chevrolet Impala, Dodge Charger...) ainsi que des unités banalisées allant d'une Crown Victoria à une GTS Mustang. Les Mustang, Camaro, et autres véhicules d'interception rapide sont issues d'un programme créé pour lutter contre la conduite agressive et les excès de vitesse.
Une division « Moto Bureau » (MEB) a été créée en 2006, elle est composée de 41 officiers affectées dans six escadrons distincts, dispersés dans tout l'État. 50 Harley-Davidson FLHTPI Electra Glide ont été loués par le MEB . En raison de réductions de coûts de la police, à la mi-2010, le MEB a été dissous, mais certains officiers de moto restent dans les districts plus grands tels que Chicago et d'East St. Louis.

## Police de l'air
La police d'État de l'Illinois utilise 6 avions, un Cessna 421C et cinq Cessna 18. Ces avions sont stationnés dans quatre aéroports : l'aéroport Abraham Lincoln Capital (en), l'aéroport DuPage (en), l'aéroport de Saint-Louis MidAmerica et l'aéroport du comté de Whiteside.

## Uniformes et armements
L'uniforme standard du Trooper se compose d'un pantalon vert foncé avec une raie noire sur le côté et d'une chemise kakie que complète un chapeau à quatre bosses. Un blouson type bomber couleur marron chocolat est portée en hiver.
Les troopers et membre du  utilisent le pistolet Glock 22 de calibre .40 S&W (depuis 1999), le fusil à pompe Remington 870 de calibre 12 et la carabine de patrouille Armalite M15A4 de calibre 5,56 mm. Les Special Agents sont armés de Glock 23 depuis 1999.
| Nom                                 | Type | Années d'utilisation           |
| ----------------------------------- | --- | ------------------------------ |
| Smith et Wesson Modèles 5904 & 6904 | Pistolet semi-automatique de calibre 9 mm (le S&W 6904 étant réservé aux pour les agents spéciaux du Bureau des enquêtes criminelles) | 1993 à 1999                    |
| Smith et Wesson Modèles 459 et 469  | Pistolet semi-automatique de calibre 9 mm (le S&W 469 étant réservé aux pour les agents spéciaux du Bureau des enquêtes criminelles)  | 1988-1993                      |
| Smith et Wesson Modèles 439         | Pistolet semi-automatique de calibre 9 mm                                                                                             | 1983-1988                      |
| Smith et Wesson Modèle 39           | Pistolet semi-automatique de calibre 9 mm                                                                                             | 1968 à 1983                    |
| S&W Combat Magnum de calibre .357   | Revolver 4 pouces dans sa version M66 en acier inox                                                                                   | 1977 au milieu des années 1980 |
| Colt AR15 & AR15A1 de calibre .223  | Carabine de police dérivée du M16A1                                                                                                   | 2003-2006                      |
| Bushmaster XM15 de calibre .223     | Carabine de police dérivé du M16A2 | 2003-2006                      |

De 1922 à 1967, l'ISP se dota successivement  de divers modèles de revolvers en calibre .38 de marque Colt et S&W, puis du S&W Model 13 en calibre .357. De même se succédèrent  comme fusil à pompe de calibre 12 les Winchester M97, Winchester M12 et enfin Ithaca 37.

## Organisation

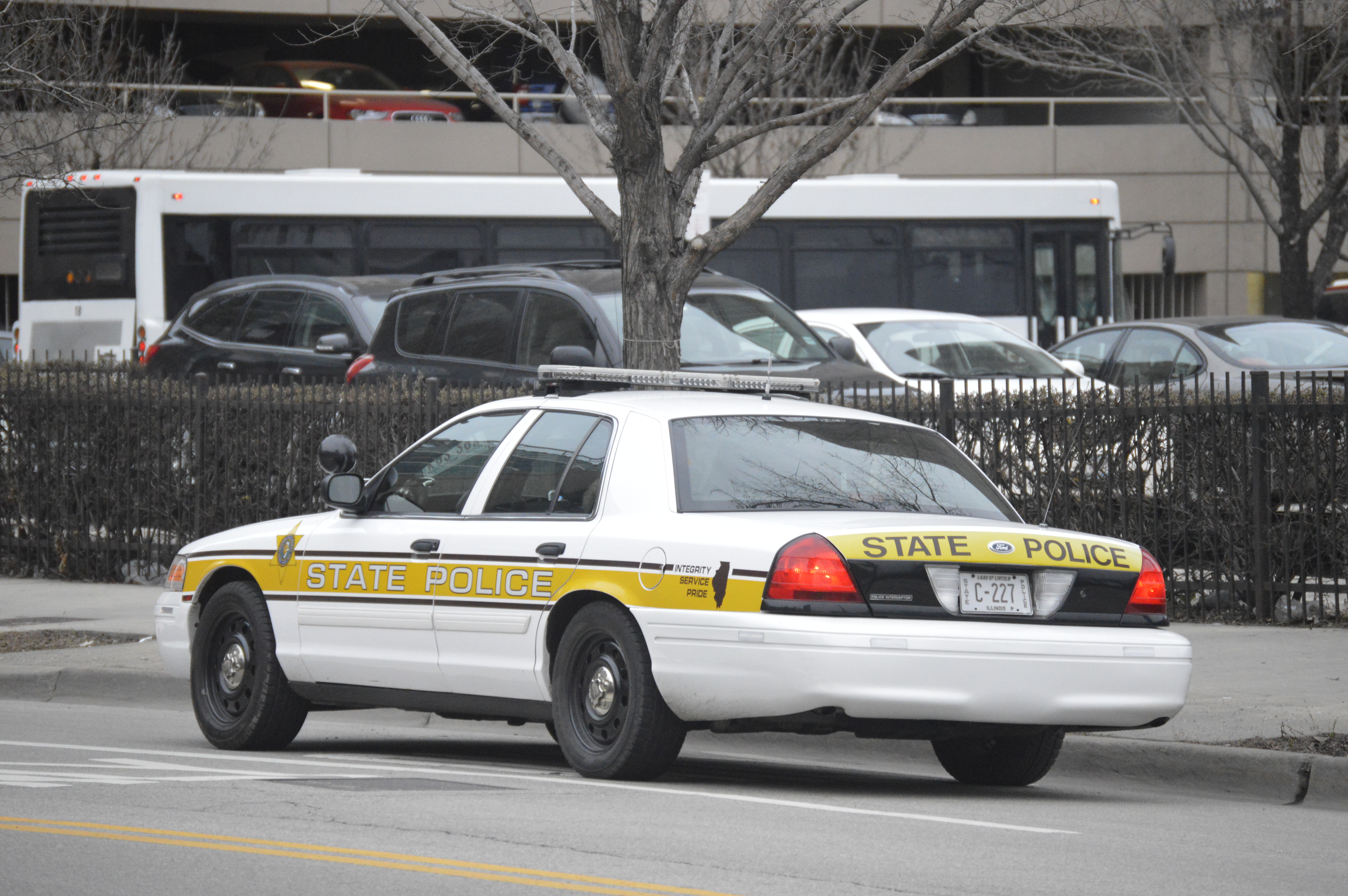
Véhicule de l'Illinois State Police.

En 2006, la police d'État de l'Illinois est organisée en plusieurs divisions :
- Opérations : effectue toutes les fonctions de la sécurité routière (State Troopers en uniforme) et les enquêtes criminelles (Special Agents en tenue civile).
- Forensic Services : peut être comparé à la police scientifique.
- Administration : service de communication, fonctions logistiques, et autres services administratifs.
- Bureau des enquêtes internes : s'occupe des affaires internes (corruptions, etc.) au sein de l'ISP, et des polices municipales de l'État.

Ouverte en 1968, l'Illinois State Police Academy forme les policiers de l'ISP.

## Liste des directeurs
- John T. Stack (1922-1929)
- Walter L. Moody (1929-1933)
- Lawrence M. Taylor (1933-1935)
- Walter Williams (1935-1941)
- Jesse H. Grissom (1941)
- T.P. Sullivan (1941)
- Leo M. Carr (1941-1942)
- Harry Yde (1942-1945)
- Harry I. Curtis (1945-1950)
- Thomas J. O'Donnell (1950-1953)
- Philip M. Brown (1953-1956)
- William H. Morris (1956-1968)
- Albert S. Hinds (1968-1969)
- James T. McGuire (1969-1971)
- Dwight E. Pitman (1971-1977)
- Lynn E. Baird (1977-1979)
- Ronald J. Miller (1979-1983)
- Laimutis A. Nargelena (1983-1987)
- Jeremy D. Margolis (1987-1991)
- Terrance W. Gainer (1991-1998)
- Sam W. Nolen (1998-2003)
- Larry G. Trent (2003-2009)
- Jonathon E. Monken (2009-2011)
- Hiram Grau (2011-2015)
- Leo P. Schmitz (2015-2018)
- Brendan F. Kelly (2017-)